# Vadakarai Keezhpadugai
Vadakarai Keezhpadugai é uma panchayat (vila) no distrito de Tirunelveli, no estado indiano de Tamil Nadu.

## Demografia
Segundo o censo de 2001, Vadakarai Keezhpadugai tinha uma população de 17,317 habitantes. Os indivíduos do sexo masculino constituem 50% da população e os do sexo feminino 50%. Vadakarai Keezhpadugai tem uma taxa de literacia de 65%, superior à média nacional de 59.5%: a literacia no sexo masculino é de 75% e no sexo feminino é de 54%. Em Vadakarai Keezhpadugai, 12% da população está abaixo dos 6 anos de idade.